# Důl Max
Důl Max na černé uhlí byl hlouben v letech 1890 až 1892 jižně od Libušína na Kladensku. Uhlí se z dolu dopravovalo větví (vlečkou) Kladensko-nučické dráhy. Těžba byla ukončena v roce 1980. Strojovna dolu je od roku 2002 chráněna jako kulturní památka.

## Název
Důl byl několikrát přejmenováván, nesl jména President Beneš, Fierlinger II a Gottwald I. Pojmenován byl po členovi správní rady Pražské železářské společnosti Maxi Egonu Fürtenbergovi.

## Těžba
Nad šachtou byly vybudovány přímo u sebe dvě příhradové těžní věže otočené vůči sobě o 90 stupňů. Těžbu zajišťovaly parní těžní stroje firem Breitfeld, Daněk a spol. p. Karlín a Škodovy strojírny v Plzni. V roce 1933 začalo prohlubování jámy hluboké 500 metrů o dalších 100 metrů. V roce 1938 byl jeden parní těžní stroj nahrazen elektrickým, pro něj byla vystavěna nová strojovna s ocelovou konstrukcí. Na konci čtyřicátých let 20. století byla i druhá strojovna přestavěna na umístění elektrického těžního stroje. V sedmdesátých letech 20. století byla úpravna uhlí přemístěna na důl Schöller a v roce 1973 byla zrušena vlečka.

## Uzavření dolu
Těžba byla zcela ukončena roku 1980. Likvidace vlastních těžních věží proběhla 17. června 1989. Podstatnou část areálu dolu převzalo ředitelství spojů, převážně jako sklady.